# サイバー・パルチザン
サイバー・パルチザン（ベラルーシ語：кіберпартызаны、ロシア語：киберпартизаны、英語：Cyber Partisans）は、2020年9月に結成されたベラルーシの匿名ハッカー集団。ハッキングを手段として政治的な目的を達成しようとするハクティビスト。反体制やルカシェンコ政権打倒を掲げており、政府機関へのサイバー攻撃を行っている。

## 概要
ベラルーシをおよそ30年に渡って支配し「ヨーロッパ最後の独裁者」と呼ばれるアレクサンドル・ルカシェンコは2020年8月に行われた大統領選挙でも圧勝した。しかし、有力な反体制派や民主派の候補を排除したことや改ざんなどの不正疑惑により、市民による反政府デモが発生した。これを警察が鎮圧するも、2人が死亡、約7000人が逮捕される事態となった。この残虐行為への抗議として2020年9月にサイバー・パルチザンは創設された。
同グループのスポークスマンはMITテクノロジーレビューのインタビューで次のように語っている
。
| 「 | 我々が望むのは、ベラルーシのテロリズム政権による暴力と弾圧を止め、この国を民主主義の原則と法の支配に戻すことです | 」 |

ブルームバーグによるインタビューでは、グループは15名。ハッキングを行っているのは3、4名で、残りのメンバーは取得したデータの分析などを行っている。プロのハッカーではないが、全員がベラルーシのITスペシャリストであり、グループに参加する前はペネトレーションテストに従事していた人物もいるという。サイバー・パルチザンは標的を国家権力のみに絞っており、一般市民には害を及ぼすような存在ではないため、自分たちを正義のハッカーと表現している。
サイバー・パルチザンは、ルカシェンコ政権に反対する現役の政権関係者とそのOBから構成されるBYPOLグループと協力関係にある。彼らのデータベース構造に関する知識は、パルチザンの計画に役立っている。
2021年8月、ベラルーシの裁判所は、サイバー・パルチザンと子プロジェクトのサイバー・リークスを過激派であると宣言した。10月、内務省もこれらを過激派として認めた。ベラルーシでは過激派の創設や参加は犯罪とされている。11月末、ベラルーシ最高裁判所が同グループをテロリストと認定した。

## 主な行動
当初の活動は、国営ニュースサイト「All-National TV、Belarus-1」をハッキングし警察が行っていた残虐行為のシーンを放送したり、警察の指名手配リストにルカシェンコ大統領やYury Karayeu内務大臣の名前を入れたり、「ベラルーシの赤と緑の公式旗よりもデモ隊が好む赤と白の国旗で政府のサイトを改ざんした」という象徴的な行為にとどまっていた。

### ベラルーシ政府組織へのハッキング
2021年7月、ベラルーシ内務省の最も機密性の高いデータベースをハッキングした。入手した資料には、秘密裏に録音された約200万分の電話での会話、警察の情報提供者とされる人物のリスト、政府高官の個人情報、警察のドローンや拘留センターから収集されたビデオ映像などが含まれていた。さらに、パスポート、自動車のデータベース、オクレスティナ刑務所の隔離房の監視カメラの映像、死亡率統計なども盗みだした。これによると2020年3月から2021年3月にかけてベラルーシでCOVID-19で死亡した人物は3万2000人となっており、当局の報告が虚偽だったことが判明した（死亡者数を計算したジャーナリストによると、実際の数は報告の14.4倍であったとされている）。
currenttime.tvのジャーナリストたちは彼らにデータを提供するよう求めると、同グループはルカシェンコと息子たちのパスポートも公開し自分たちが本当にそのデータベースをハッキングしたことを証明した。

#### 反応
ベラルーシ国家保安委員会のIvan Tertel長官は、2021年7月30日の国営テレビでの演説で、「個人情報に対するハッカー攻撃」と「組織的な情報窃盗」があった事を認め非難した。
ハクティビズムとアノニマスの専門家であるマギル大学人類学の教授ガブリエラ・コールマンは「これほどまでに洗練され、複数のレベルで攻撃しているというのは、映画以外では見たことがない」とコメントした 。
東ヨーロッパの抗議活動とデジタル権利問題を専門とするダブリンシティ大学のテティアナ・ロコット准教授は「ルカシェンコ大統領が国際刑事裁判所で起訴されることになった場合、これらの記録は非常に重要になるだろう」と語った。
元ベラルーシ外交官で、 2010年ベラルーシ大統領選挙の候補者でもあるアンドレイ・サンニコフは、MIT テクノロジーレビューのインタビューで「彼らがハッキングして得ている情報は、本当に政権の市民に対する犯罪行為を目撃する上で非常に雄弁です。彼らは政権の犯罪を透明にしている」と語った。

### ベラルーシ鉄道へのランサムウェア攻撃
2022年1月、ロシア軍は軍事演習という名目で、ベラルーシを含むウクライナとの国境地帯4カ所に10万人規模の兵力を集結させた。さらにウクライナへ再侵攻の可能性もあると報じられたことで、両国関係は緊迫した（詳細はロシア・ウクライナ危機 (2021年-2022年)も参照）。
2022年1月24日、国鉄ベラルーシ鉄道のシステムにランサムウェア攻撃を仕掛け発券システムなどを暗号化させダウンさせた。ただし要求は金銭ではなく、医療措置を必要とする50人の政治犯の釈放と、ロシア軍の撤収を求めた。同グループの広報は「ベラルーシの主権が侵害され、占領の危険にさらされるという理由で、ロシアの兵士がベラルーシに駐留することを望んでいない。また、ベラルーシがウクライナとの戦争に巻き込まれることにもなる」とし、攻撃の目的を「ロシア軍が目的を達成する上での同鉄道の利用に間接的な影響を与える」ことだと述べた。またシステムの大半は攻撃したが、非常事態を避けるためにオートメーションシステムとセキュリティシステムは意図的に攻撃対象から除外したという。
セキュリティ企業のEmsisoftやレコーデット・フューチャーは、通常は金銭目的で使用されるランサムウェアが、政治目的の脅迫に使われたのは今までになかったと語った。
2月24日、ロシアがウクライナに侵攻。ウクライナ副首相は26日、IT軍の創設を発表し、世界中の民間人ハッカーにロシアの政府機関や企業へサイバー攻撃を呼びかけた。サイバー・パルチザンの広報は「ロシアの独裁者がウクライナへの戦争を開始したため、『ベラルーシ戦術グループ』を作った」とこれに呼応。2月27日に再度ベラルーシの鉄道のシステムに侵入し、ロシア軍の移動を遅らせるため運行を停止させたとしている。だがブルームバーグによると、攻撃が成功したとの主張が正しいかどうか確認は取れていないという。